# 2BRO2B
«2BR02B» (англ. 2BR02B) — рассказ Курта Воннегута, часть сборника «Табакерка из Багомбо», впервые был опубликован в научно-фантастическом журнале «If» в 1962 году.

## Сюжет
Когда-то в прошлом по отношению ко времени действия, до 2000 года, люди придумали лекарство для бессмертия и, во избежание перенаселения, ввели ограничение численности населения (для США— 40 миллионов). Теперь, когда кто-либо рождается, для того, чтобы оставить ребёнка, необходимо найти добровольца, который позвонит по телефону 2BRO2B («2 B R naught 2 B» — to be or not to be — «быть или не быть») и поедет в Муниципальное управление газовых камер при Федеральном бюро завершения цикла, чтобы покончить с собой.
Действие происходит в Чикагском роддоме. Жена Эдварда К. Уэлинга-младшего рожает. Известно, что у неё тройня.
В приёмном покое идёт ремонт, превращающий комнату в памятник решившим уйти из жизни людям; в частности, некий старик рисует на стене фреску, на котором изображает, как медики пропалывают садик и сжигают растительный мусор в печах. У одного их нарисованных — лицо доктора Хитца, открывшего первую газовую камеру в Чикаго. Старик ругается с проходящим мимо санитаром, говоря, что сам, когда захочет уйти из жизни, сделает это без 2BRO2B. Проходящая мимо заведующая газовой камерой договаривается с художником, что её нарисуют рядом с самим Хитцем.
Приходит сам доктор Хитц и сообщает, что тройня родилась. В разговоре с Эдвардом выясняется, что у него есть только один доброволец — его дед. Хитц рассуждает о радостях контроля численности, и Эдвард застреливает сначала его, потом Леору Траверс, а потом — себя. Наблюдавший за этим художник думает застрелиться, но не решается, и записывается на приём по телефону 2BRO2B.

## Герои рассказа
- Эдвард К. Уэлинг-младший, молодой мужчина 56 лет
- Санитар роддома
- Старик лет двухсот от роду, художник
- Леора Траверс, заведующая одной из газовых камер
- Доктор Хитц,